# Oskarshamns grafiska museum
Oskarshamns grafiska museum är ett tryckerimuseum i Oskarshamn grundat 2004.

## Allmänt
Oskarshamns grafiska museum bildades 2004 och drivs av en ideell förening. Museet gestaltar kuvert- och tryckindustrin i Oskarshamn under första hälften av 1900-talet. Bland utställningsföremålen finns bland annat sättmaskiner, kuvertmaskiner, handtryckmaskiner samt gamla trycksaker från tidsepoken.
Föreningen Oskarshamns grafiska museum är medlem i organisationen GRAMUS - Sveriges grafiska museers samarbetsråd.